# Palazzo di Mateus

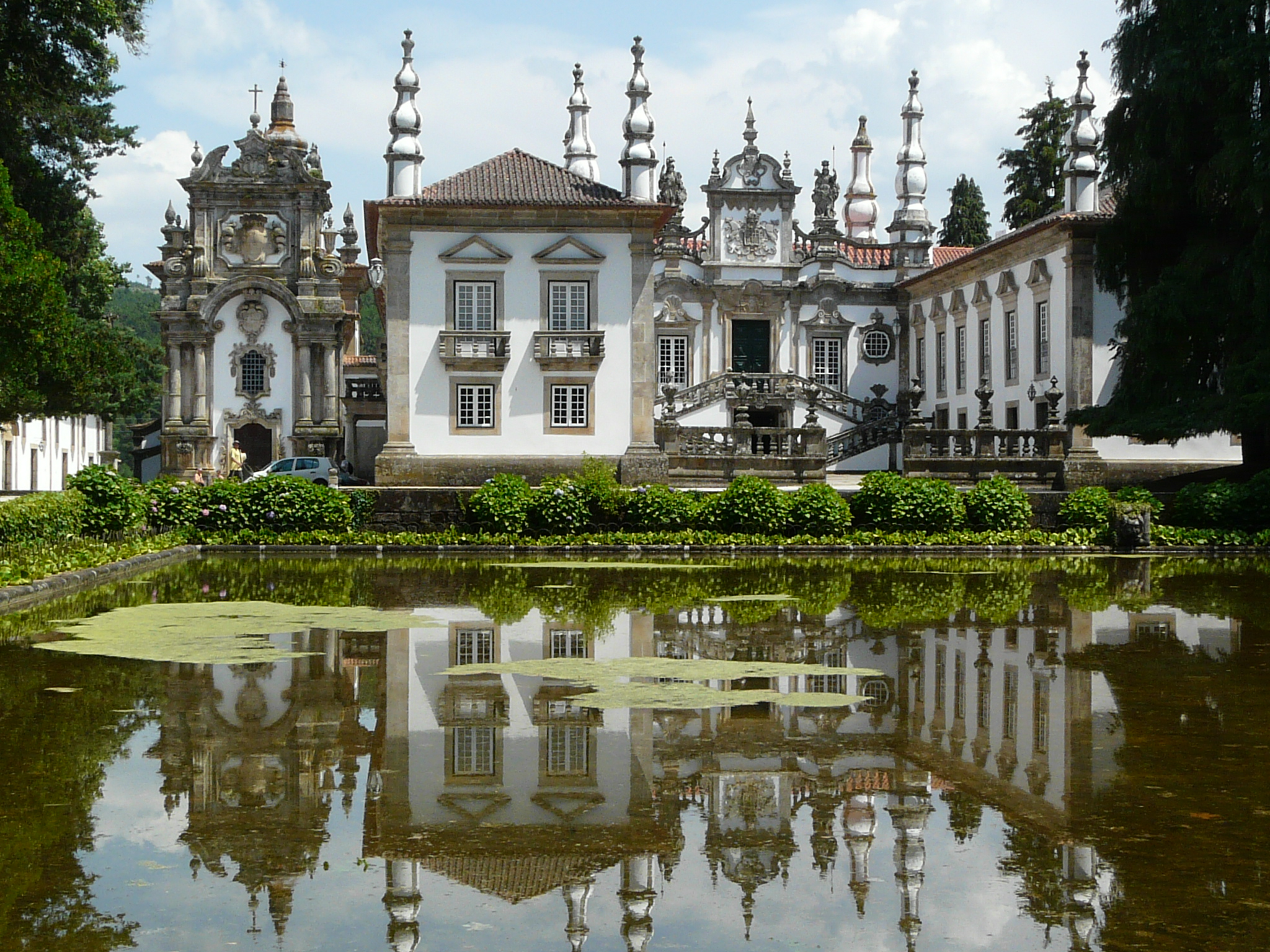
Il palazzo di Mateus

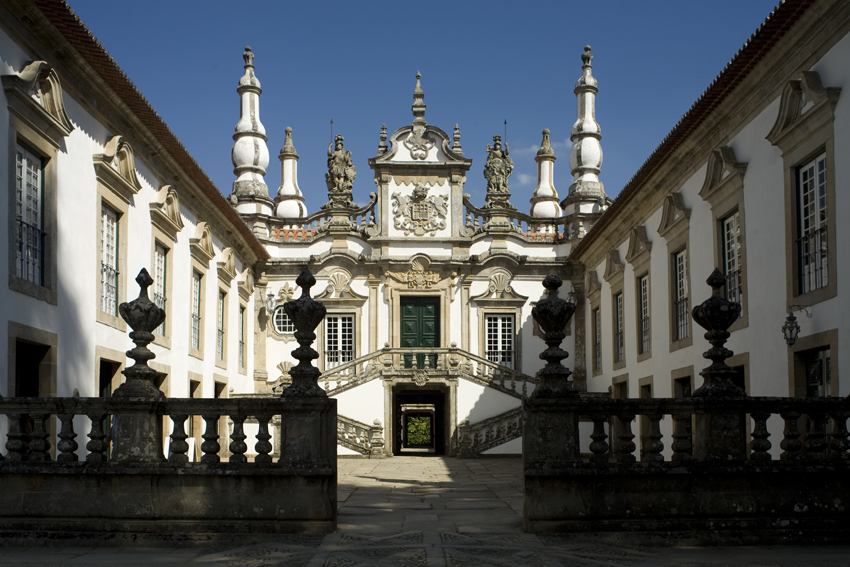
La facciata principale del palazzo

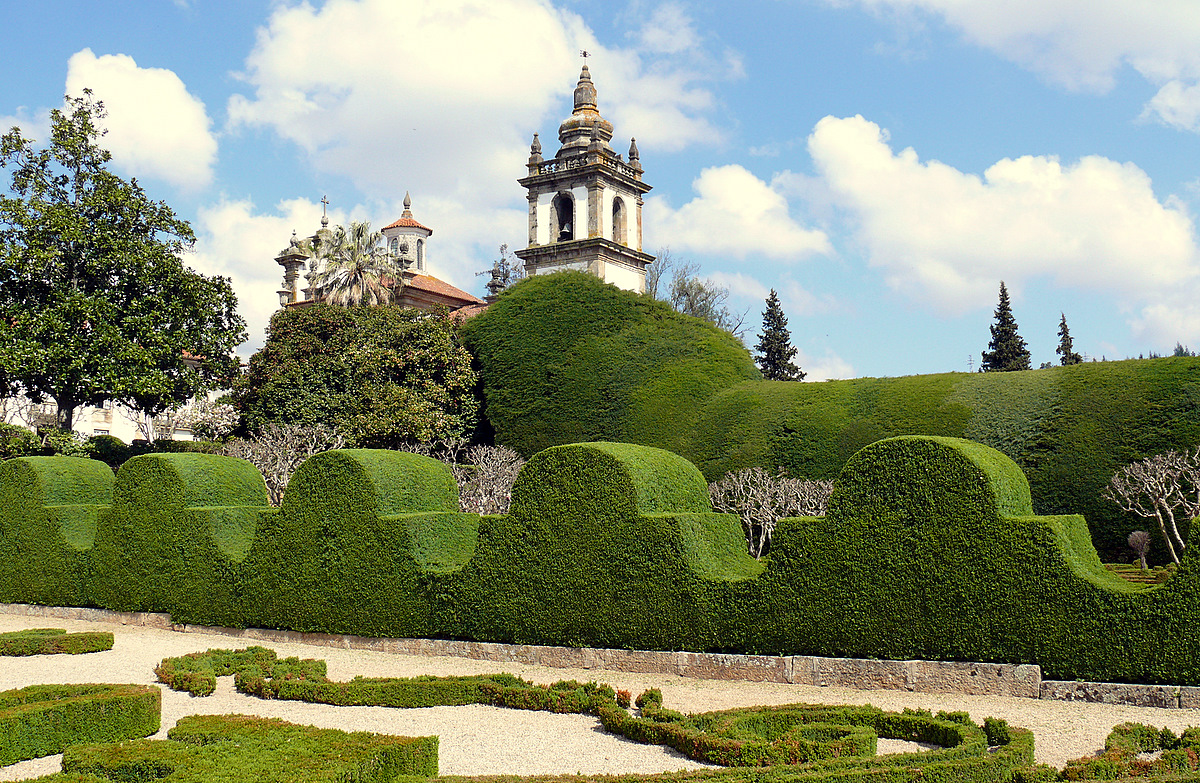
Giardini del palazzo di Mateus

Il palazzo di Mateus (in portoghese: Palácio de Mateus) o casa di Mateus (in portoghese: Casa de Mateus) o maniero/residenza di Mateus  (in portoghese: Solar de Mateus) è una storica residenza in stile barocco della freguesia portoghese di Mateus, nel comune di Vila Real (Portogallo settentrionale), costruita tra il 1739 e il 1743 per volere di António José Botelho Mourão e su progetto attribuito all'architetto italiano Niccolò Nasoni
L'edificio, classificato come monumento nazionale (dal 1911), è immortalato nelle etichette delle bottiglie di un celebre vino, il Mateus rosé, ed è diventato così una delle più famose dimore del Paese.
La villa è ora sede della Fondazione Casa di Mateus, che ospita concerti dal 1970, e realizza altre attività culturali, tra cui il premio letterario Premio D. Dinis (intitolato al re-poeta Dionigi del Portogallo).

## Descrizione
L'edificio è circondato da un parco con cedri secolari e laghetti a cascata.
Gli interni presentano soffitti intarsiati a mano e porte in legno di ciliegio. Vi si trovano inoltre porcellane cinesi, mobili giapponesi e ritratti dei proprietari.
Vi si trovano inoltre una libreria con volumi risalenti dal XVI secolo in poi e un museo che espone reliquari, sculture religiose, ecc.